# Тут був Кілрой (фільм, 1947)
Тут був Кілрой (англ. Kilroy Was Here) — американська кінокомедія режисера Філа Карлсона 1947 року.

## Сюжет
«Тут був Кілрой» був популярним виразом протягом Другої світової війни, але не багато забави для Джона Дж. Кілроя, якому доводиться жити зі всіма жартами відносно його імені.

## У ролях
- Джеккі Купер — Джон Дж. Кілрой
- Джекі Куган — Паппі Коллінз
- Ванда МакКей — Конні Харкорт
- Френк Дженкс — Бутч Міллер
- Норман Філліпс молодший — Елмер Хатч
- Ренд Брукс — Родні Медоус
- Бартон Ярборо — професор Томас Шеферд
- Френк Дж. Сканнелл — 1-й пілот
- Патті Брілл — Мардж Коннорс